# Алєксєєнко Андрій Вікторович
Андрі́й Ві́кторович Алєксє́єнко (нар. 29 липня 1963, Чернігівська область) — український військовик, офіцер розвідки. В.о. Голови Служби зовнішньої розвідки України (березень — червень 2019), перший заступник Голови СЗР (2017—2024).

## Короткий життєпис
Народився 29 липня 1963 року на Чернігівщині.
У 1990 році закінчив Київський державний університет ім. Тараса Шевченка.
Працював на різних посадах у системі Міністерства закордонних справ України.
27 листопада 2017 року Указом Президента України № 389/2017 призначений першим заступником Голови Служби зовнішньої розвідки України.
6 березня 2018 року Указом Президента України №-56/2018 призначений членом Міжвідомчої комісії з політики військово-технічного співробітництва та експортного контролю.
16 березня 2019 року Указом Президента України №-80/2019 призначений тимчасовим виконувачем обов'язків Голови Служби зовнішньої розвідки України. 11 червня 2019 року звільнений з цієї посади, його змінив Владислав Бухарєв.
13 травня 2024 року Указом Президента звільнений з посади першого заступника Голови СЗР України.

## Володіння мовами
Вільно володіє англійською мовою.